# Igreja Presbiteriana Unida do Brasil
Para outras igrejas locais e denominações com nomes semelhantes, veja a desambiguação em Igreja Presbiteriana Unida.
A Igreja Presbiteriana Unida do Brasil (IPU) é uma denominação protestante brasileira, que pertence ao grupo das igrejas herdeiras da Reforma Protestante do Século XVI. Sua sede fica em Vitória (Espírito Santo). É uma das várias denominações presbiterianas do Brasil, que conta ainda com a Igreja Presbiteriana do Brasil (IPB), Igreja Presbiteriana Independente do Brasil (IPI), Igreja Presbiteriana Conservadora do Brasil (IPCB), Igreja Presbiteriana Renovada do Brasil (IPRB), dentre outras.

## Histórico
A Igreja Presbiteriana Unida do Brasil - IPU foi organizada em 10 de setembro de 1978, com o nome de Federação Nacional de Igrejas Presbiterianas (FENIP) na cidade de Atibaia - SP. Por decisão dos delegados presentes, a instalação efetiva da igreja ficou para o ano de 1979, na cidade de Vitória- ES que é, desde aquele época até os dias atuais, a sua sede administrativa. As razões de sua criação estão contidas nos seus documentos fundantes, que são: o Manifesto de Atibaia, o Pronunciamento Social da Igreja Presbiteriana do Brasil, documento escrito em 1962 pelos Teólogos da Igreja Presbiteriana do Brasil, o Compromisso e o Relatório da Comissão de Fé e Ordem. Em julho de 1983, para poder se filiar ao Conselho Mundial de Igrejas, a FENIP alterou sua razão social para Igreja Presbiteriana Unida do Brasil, adotando a sigla IPU.
Por conta do seu pensamento teológico, que incluía o compromisso social da Igreja, a abertura ao diálogo ecumênico e a defesa do ministério feminino, alguns dos seus líderes sofreram forte oposição dentro da denominação presbiteriana a qual pertenciam (IPB), enfrentando processos conturbados que resultaram no desligamento, sendo alguns deles expulsos da igreja, enquanto outros optavam por deixar a denominação.
A partir de 1976, alguns presbíteros, professores e professoras, pastores e teólogos presbiterianos deram início ao movimento que culminou, em 1978, com a criação da FENIP. O processo de fundação da IPU foi antecedido por três encontros de presbiterianos: O primeiro em Vitória – ES, nas dependências da Primeira Igreja Presbiteriana de Vitória, na Reforma de 1977; o segundo na Páscoa de 1978, em Belo Horizonte, nas dependências da Segunda Igreja Presbiteriana e o terceiro e último nas dependências da Igreja Presbiteriana de Atibaia, por ocasião do feriado da Independência de 1978, quando a Igreja foi oficialmente organizada.

## Demografia
| Ano  | Igrejas | Membros |
| ---- | ------- | ------- |
| 2006 | 51      | 4.762   |
| 2011 | 48      | 3.466   |
| 2020 | 44      | 2.350   |

A IPU é um dos menores ramos do Presbiterianismo no Brasil, representando apenas 0,25% de todos os presbiterianos do país. Além disso, é um grupo que enfrenta um forte declínio no número de membros, conforme as estatísticas da própria denominação.

## Estrutura Organizacional
A IPU é uma igreja que busca uma maior ênfase no papel das igrejas locais, visando incentivar a participação e comprometimento de seus membros. Ao contrário da Igreja Presbiteriana do Brasil e da Igreja Presbiteriana Independente do Brasil, não possui sínodos. As igrejas locais são jurisdicionadas a presbitérios e possuem autonomia administrativa, financeira, orçamentária e patrimonial. No entanto, a autonomia das igrejas locais não alcança os aspectos teológicos e eclesiológicos. Neste sentido, as igrejas devem se submeter ao governo da IPU, aos seus Princípios de Fé e Ordem (PFO) e cumpri-los integralmente. Há na IPU, ao contrário das demais igrejas presbiterianas, uma força na igreja local, um certo viés congregacionalista, haja vista que cada igreja local tem direito a quatro assentos na Assembleia Geral, ao passo que cada presbitério tem, apenas, dois assentos.
O órgão máximo da IPU é a Assembleia Geral' e, no seu interregno, a igreja é administrada por um Conselho Coordenador (CC-IPU) constituído de cinco membros titulares, além dos suplentes, eleitos em assembléia geral para um mandato de três anos. O Conselho Coordenador é formado por representantes de Presbitérios, jurídica e eclesiasticamente constituídos, escolhidos por um sistema de representação conciliar regional. Cada Igreja local escolhe em Assembleia Geral Extraordinária, dentre seus pastores e presbíteros, seu representante pré-candidato ao Conselho Coordenador e o encaminha ao seu Presbitério. Cada Presbitério ao receber os representantes pré-candidatos das igrejas jurisdicionados, escolhe dentre eles, o seu candidato ao CC-IPU.
Além do Conselho Coordenador, a denominação conta com os seguintes órgãos de assessoria e fiscalização:
1. Conselho Consultivo: composto pelos moderadores dos presbitérios, tem a função de assessorar o Conselho Coordenador no desempenho de suas funções administrativas, bem como analisar e dar parecer à Assembleia Geral sobre o relatório do CC-IPU.
2. Conselho de Doutrina e Ética: composto por um representante e um(a) suplente, eleitos em cada presbitério, tem por competência, analisar assuntos de ordem Ética, Teológica, Doutrinária, Litúrgica e outros, que exijam orientações ou decisões jurisdicionais para preservar a unidade da igreja e a plenitude da vida cristã.
3. Comissão de Exame de Contas: composta de três membros efetivos e dois suplentes, tem atribuições de examinar e dar parecer sobre a movimentação financeira e a proposta orçamentária da IPU.

## Presbitérios da IPU
Atualmente a IPU está organizada em 7 presbitérios.

#### Presbitério de Vitória (PVTR)
Formado pelas igrejas: 1ª de Vitória (1928), 1ª de Colatina (1938, filiado ao PVTR em 2008), 2ª de Vitória (1940), Maruípe (1952), Ibes (1967), Campo Grande (1969), Laranjeiras (1983), Jardim Tropical (1986), Jardim da Penha (1988). 

#### Presbitério de Jundiaí (PJDI)
Composto por: Jundiaí, Atibaia, Indaiatuba e Jardim Califórnia (Indaiatuba).

#### Presbitério São Paulo (PSPL)
Composto por: 1ª IPU Barueri; Jardim Renzo (Guarulhos); Jandira; IPU Bereia (Osasco). Na cidade de SP, há as seguintes igrejas: Vila Yolanda; Zimbro; Jardim das Oliveiras.

#### Presbitério do Salvador (PSVD)
No PSVD, 12 Igrejas aderiram à IPU no seu início. Fazem ou já fizeram parte do PSVD: Cachoeira (fundação: 1875; volta IPB em 1985), Salvador (1938), Governador Mangabeira (1949), Feira de Santana (1950), Valério Silva (1960, Salvador), Itapagipe (1965, Salvador), Muritiba (1968), Iaçu (volta IPB em 1985), Caetité, Castelo Branco (Salvador, saiu em 1996), Liberdade, Sítio do Mato.

#### Presbitério Cidade do Rio de Janeiro (PCRJ)
O Presbitério Rio Norte, jurisdicionado ao Sínodo da Guanabara, decide se desligar da IPB em 6 de junho de 1982, passando a adotar o nome de Presbitério Cidade do Rio de Janeiro. Composição na época da fundação: Acari (1958), Parque Acari (1981), Jardim América (1964), Nova Jerusalém (1964), Praia de Botafogo (1964), Ramos (1922), Penha (1966), 2ª da Penha (1973), Vila da Penha.
O Presbitério Cidade do Rio de Janeiro se filiou à FENIP em 1983. Organizou as igrejas de Piabetá (1986) e Jacarepaguá (1987).
Em 1985 o presbitério sofre sua primeira divisão, com a criação do Presbitério Bethesda. Em 1999, veio a segunda divisão, com a saída das igrejas de Ramos, Penha, Piabetá, Jacarepaguá e Queimados para formar o Presbitério Rio Novo (PRNV). A congregação de Campos Elíseos desligou-se em 2005 e foi para a Igreja Presbiteriana Renovada.  
Composição atual: Acari, Parque Acari, Jardim América e Nova Jerusalém.

#### Presbitério Rio Novo (PRNV)
Fundado em 28/11/1999, reunindo as igrejas de Ramos (1922), Penha (1966), Piabetá (1986), Jacarepaguá (1987), Queimados. Posteriormente, a igreja de Vila Proletária da Penha (1977) filiou-se, em 2009, ao PRNV. A Igreja de Vila Valqueire filia-se em 2016. Ramos retornou para a IPB. Atualmente é composto por Bonsucesso (1999), Penha, Queimados e Vila Proletária da Penha. 

#### Presbitério Erasmo Braga (PEB)
Atualmente composto por: 2ª IPU de Belo Horizonte (1951); 1ª IPU da Amazônia (1982, Ananindeua, PA); Brasília (1984, DF); Bairro Goiânia (1987, BH, MG); Formosa (1990, GO); Pains (1997, MG); Emaús (BH, MG); .
Já fizeram parte: Formiga (1984, MG); Uberlândia (1984, MG); Contagem (1997, MG). 

### Presbitérios extintos ou que se desligaram da IPU:

#### Presbitério Bethesda/Haroldo Cook (Extinto)
Organizado em 11/09/1985. Igrejas: Acari, Bethesda (Copacabana e Barra da Tijuca), Shalon (Niterói-Sul), Lapa, Morro da Pedreira. Praia de Botafogo filia-se em 1993 (veio do PCRJ). Em 1994 mudou o nome para Presbitério Haroldo Cook. Em 2001 recebe filiação de Jaconé. O Presbitério Haroldo Cook desligou-se da IPU em 21/05/2002. 

#### Presbitério Esperança (Extinto)
Fundado em 13 de maio de 1989, reunia as igrejas de Piedade (Jaboatão dos Guararapes, PE; advinda da IPB em 1988, encerrou atividades em 1992), San Martin (Recife, PE, retornou IPB logo); Ananindeua (1982, Pará) e a congregação presbiterial de Cardeal Silva (Recife, PE).

#### Presbitério Eudaldo Lima (Extinto)
Organizado em 1992, reuniu 4 igrejas e 1 congregação: Brasília (DF), Formosa (GO), Porto Velho (RO), Altinópolis (SP) e Araguaína (TO).

#### Presbitério Centro-Norte do Espírito Santo (Desligado)
Composto pelas igrejas: Bereia Unida (São Judas Tadeu), São Silvano e Maria Ortiz, foi um dos presbitérios fundadores da IPU, porém solicitou desligamento em 2023 alegando divergências teológicas e litúrgicas. O presbitério se organizou como Igreja Presbiteriana Avivar.

## Doutrina e diferenças teológicas
A Igreja Presbiteriana Unida do Brasil subscreve: Credo dos Apóstolos, Credo de Nicéia-Constantinopla; Confissão Escocesa, Catecismo de Heidelberg, Segunda Confissão Helvética, Confissão de Fé de Westminster, Catecismo Menor de Westminster, Declaração Teológica de Barmen, Confissão de 1967, Confissão de Accra.

### Ordenação de mulheres
A IPU foi a primeira denominação presbiteriana, no Brasil, a ordenar pastoras em 30 de junho de 1991. A decisão da IPIB de ordenar mulheres ao pastorado ocorreu em 1999, após as ordenações promovidas pela IPU. Desde a sua fundação, em 1978, a IPU já trazia entre as diversas propostas de construção de uma igreja alinhada ao pensamento reformado contemporâneo, a ideia do ministério feminino. Os primeiros ministérios femininos ordenados na IPU foram o diaconato e o presbiterato. Embora fosse possível, eclesiologicamente, a presença de mulheres no pastorado, isto só veio a acontecer treze anos após a fundação da IPU, em 1991, quando o Presbitério Erasmo Braga - PEB, ordenou Maria Luiza Rückert, esposa do Rev. Paulo Roberto Rückert, então pastor titular da Segunda Igreja Presbiteriana de BH. O casal Rückert, egresso da IECLB, possuía sólida formação pastoral e teológica. Em 1993 foi ordenada a primeira pastora formada em seminário mantido pela IPU, a Revda. Sônia Gomes Mota, membra do Presbitério do Salvador e Diretora Executiva da Coordenadoria Ecumênica de Serviço, a CESE.

### Ecumenismo
A IPU procura manter um relacionamento fraterno com as demais igrejas cristãs e participa ativamente do Conselho Mundial de Igrejas, Comunhão Mundial de Igrejas Reformadas, Conselho Latino-Americano de Igrejas (CLAI), Aliança de Igrejas Presbiterianas e Reformadas da América Latina (AIPRAL) e do Conselho Nacional de Igrejas Cristãs do Brasil (CONIC). Mantém parceria oficial com a Igreja Presbiteriana Independente do Brasil (IPIB). Além disso, é a única denominação presbiteriana brasileira que mantém parceria com a Igreja Presbiteriana dos EUA (PCUSA), apesar da denominação norte-americana ter aceito o casamento e a ordenação de seus membros, independentemente de sua orientação sexual.

### Pedocomunhão ou comunhão infantil
A IPU, assim como a IPI, mantém a prática da inclusão de crianças na celebração da eucaristia.

### Homossexualidade e Transexualidade
Na década de 1990, o Rev. Nehemias Marien, Pastor da Igreja Presbiteriana Bethesda, em Copacabana, no Rio de Janeiro (filiada a IPU), tornou-se conhecido por promover bençãos a casais homossexuais em cerimônias religiosas. O pastor defendeu que a igreja poderia acolher homossexuais sem exigir deles mudança de comportamento quanto a sua prática sexual. Todavia, a postura pastoral do Rev. Nehemias não foi endossada pela IPU, que se posicionou oficialmente contrária ao casamento entre pessoas do mesmo sexo.
Em 2014, após a decisão da Igreja Presbiteriana (EUA) de aceitar o casamento homossexual, a IPU declarou que a discussão sobre o casamento homossexual ainda não fora pautada na Assembleia da denominação. A denominação defende direitos civis de todas as pessoas, mas até que haja uma decisão de sua Assembleia Geral em sentido contrário, só realizará casamento entre um homem e uma mulher. A denominação decidiu, apesar desta divergência, manter normais os laços com a igreja norte-americana.
Em 2021, a o Jornal Traço de União, da denominação, publicou a recomendação de leitura do livro "Transgêneros e a Fé Cristã", de autoria de Eduardo Ribeiro Mundim. Segundo o jornal, o livro defende que as pessoas transgêneros devem ser aceitas na igreja, sem qualquer exigência de mudança de sua identidade.
Em 2022, o pastor Antonio Marcos de Souza, vinculado à denominação, declarou que a sua igreja, em Belo Horizonte, sofre perseguição de outros grupos evangélicos porque promove a "inclusão de homossexuais e a defesa da democracia".

## Hino oficial
A IPU adotou como seu hino oficial o cântico "Que Estou Fazendo Se Sou Cristão?". A letra retrata o compromisso cristão contra a injustiça e a opressão gerada pela desigualdade social. Seu autor é o Rev. João Dias de Araújo, e foi publicado no ano de 1967, durante o governo militar. Há duas melodias oficialmente aceitas para esse poema. A primeira delas foi escrita pelo Maestro Wilson Faustini e a segunda, mais recente, escrita por Décio Emerique Lauretti.
O hino, em suas duas versões está presente em diversos hinários e cancioneiros protestantes: Hinos do Povo de Deus (nº 449), da Igreja Evangélica de Confissão Luterana no Brasil; Hinário para o Culto Cristão (nº 552), da Convenção Batista Brasileira; Cantai Todos os Povos (nº 297), da Igreja Presbiteriana Independente do Brasil.

## Logomarca
O símbolo atual da IPU foi aprovado pelo Conselho Coordenador em 23 de maio de 1993. É composto por diversos elementos que rememoram temáticas importantes da tradição cristã. Os três círculos que simbolizam um arco-íris representam a Aliança de Deus, o perdão e a reconciliação (Gn. 9.8-17). Sua três faixas representam a Trindade (Pai, Filho, Espírito Santo). A Cruz Céltica é um ícone da Tradição Reformada e simboliza, por ser vazia, a morte e ressurreição de Jesus Cristo, e também o amor eterno e infinito de Deus, ou seja, não tem início ou fim, como o círculo. O barco, ou arca (Gn 6.14-16), simboliza a Igreja numa perspectiva ecumênica, enquanto as ondas relacionam-se ao mundo, no qual a Igreja vive e age.

## Pronunciamentos oficiais e posicionamento político
Desde 2011, a IPU tem emitido, através de seu Conselho Coordenador, uma série de pronunciamentos às suas igrejas, presbitérios, demais igrejas cristãs e à sociedade brasileira em geral. A denominação historicamente se opõe a pedido de voto para qualquer candidato ou partido político nas suas igrejas. Todavia, seus posicionamentos constantemente são considerados alinhados com pautas dos partidos de esquerda, sobretudo pela recomendação de que seus membros deveriam procurar escolher, dente os candidatos, os comprometidos com a erradicação da pobreza bem como todas as formas de discriminação.
Em 2016, a igreja se pronunciou apoiando o "aprofundamento das investigações da Operação Lava Jato", porém, com fortes críticas ao "caráter midiático e teatral que os coordenadores da chamada Força Tarefa da Lava Jato têm dado antes, durante e após o cumprimento de cada fase da Lava Jato". A IPU ainda se pronunciou a favor da reforma do sistema político brasileiro, contra a aprovação do texto original da PEC 55/16 do Senado Federal, e contra as propostas originais, defendidas pelo governo, das reformas trabalhista e previdenciária. No ano seguinte, em 2017, subscreveu, com outras denominações da Aliança Cristã Evangélica Brasileira, documento contra a PEC 287/2016 que trata da Reforma da Previdência.
Em 2015, o Conselho Nacional de Igrejas Cristãs do Brasil, do qual a denominação faz parte, manifestou oposição ao Impeachment de Dilma Rousseff e em 2017 se pronunciou contra o governo do presidente Michel Temer.
Em 2019, diversos pastores e pastoras da IPU publicaram um Manifesto sobre a conjuntura nacional, com críticas ao armamentismo e outras políticas promovidas pelo então governo Jair Bolsonaro, os incêndios florestais na Amazônia em 2019, dentre outros temas. No mesmo manifesto, os pastores(as) denunciaram o aumento de feminicídios no país.
Em outubro de 2020, a IPU publicou o seu 15º pronunciamento criticando a gestão do governo Jair Bolsonaro durante os incêndios no Pantanal em 2020.
Em 2022, após decisão da Igreja Presbiteriana do Brasil de reafirmar, em seu Supremo Concílio reunido em Cuiabá no mesmo ano, decisão de 1986 de que a IPU não é uma igreja genuinamente evangélica, a IPU, em pronunciamento oficial afirmou: fé trinitária, crença na dupla natureza e a dupla vontade de Cristo, ter como base confessional as confissões reformadas históricas, sua vocação ecumênica, e, portanto, ser uma igreja evangélica. Na mesma ocasião, a Aliança de Igrejas Presbiterianas e Reformadas da América Latina (AIPRAL), lançou nota de solidariedade a IPU, classificando com “injurioso” e “ofensa imotivada” a decisão da IPB, e afirmou reconhecer a IPU como uma igreja evangélica.

## Moderadores do Conselho Coordenador

### Relação dos Moderadores da Igreja Presbiteriana Unida do Brasil
| Moderador                        | Período    |
| -------------------------------- | ---------- |
| Jeferson Ferreira Nunes          | 1978-1979  |
| Erb Carneiro                     | 1979-1981  |
| Enos Ribeiro de Barros           | 1981-1983  |
| Celso Loula Dourado              | 1983-1985  |
| Carlos Alberto C. da Cunha       | 1985-1987  |
| Claude Emmanuel Labrunie         | 1987-1989  |
| Mauro Leite Meneguelli           | 1989-1991  |
| Gerson de A. Meyer               | 1991-1993  |
| Maria Luiza Rückert              | 1993-1993  |
| João Dias de Araújo              | 1993-1995  |
| José de A. Valim Filho           | 1995-1997  |
| Joaquim Beato                    | 1997-1999  |
| Josué da Silva Melo              | 1999-2001  |
| Eser Técio Pacheco               | 2001-2003  |
| Gerson Urban                     | 2003-2005  |
| Manoel de S. Miranda             | 2005-2008  |
| Enoc Teixeira Wenceslau          | 2008-2011  |
| Anita Wright Torres              | 2011-2014  |
| Wertson Brasil de Souza          | 2014-2017  |
| Anita Wright Torres              | 2017-2020  |
| José Roberto da Silva Cavalcante | 2020-2023  |
| Francisco Benedito Leite         | 2023-atual |

## Missão Portugal
A IPU mantém desde 2016, com apoio da PCUSA, uma parceria com a Igreja Evangélica Presbiteriana de Portugal, que permite o envio de missionários brasileiros para Portugal. A Reverenda Cacilene Nobre foi a primeira missionária enviada ao país, e tem desenvolvido o seu ministério na Igreja Presbiteriana de Setúbal.

## Igrejas e organismos parceiros da IPU no Brasil
Igreja Presbiteriana Independente do Brasil
Conselho Latino-americano de Igrejas - Região Brasil - CLAI Brasil
Conselho Nacional de Igrejas Cristãs
Coordenadoria Ecumênica de Serviço

## Igrejas e organismos parceiros da IPU no exterior
Igreja Presbiteriana (EUA)
Igreja Evangélica Presbiteriana de Portugal
Conselho Mundial de Igrejas
Comunhão Mundial de Igrejas Reformadas
Conselho Latino-Americano de Igrejas
Aliança de Igrejas Presbiterianas e Reformadas da América Latina

## Alguns pastores
- Rev. Jaime Wright
- Rev. João Dias de Araújo
- Rev. Rubem Alves
- Rev. Celso Loula Dourado
- Rev. Áureo Bispo dos Santos
- Rev. Joaquim Beato
- Rev. Carlos Cunha
- Rev. Enoc Teixeira Wenceslau
- Rev. Domício Pereira de Mattos
- Rev. Márcio Moreira
- Rev. Zwinglio Mota Dias